# Пифагорова мозаика

Пифагорова мозаика

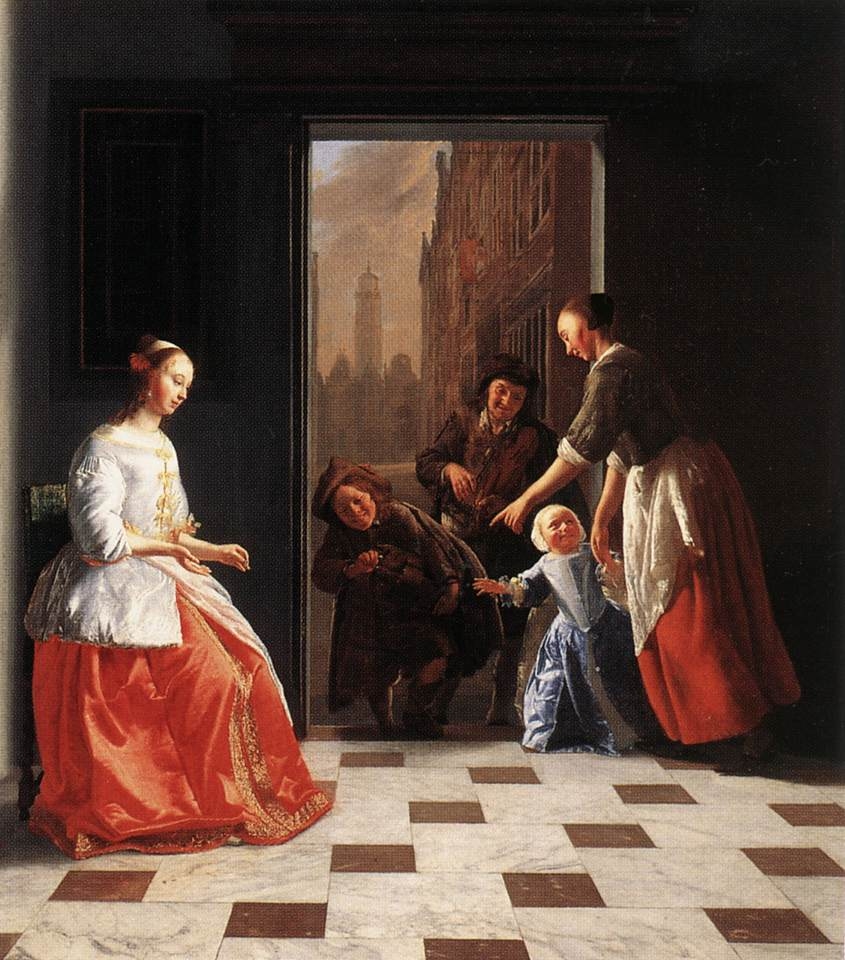
Уличные музыканты в дверях богатого дома, Якоб Охтервелт, 1665. Как заметил Нельсен, пол на этой картине является пифагоровой мозаикой

Пифагорова мозаика (замощение двумя квадратами) — замощение евклидовой плоскости квадратами двух различных размеров, в которой каждый квадрат касается четырёх квадратов другого размера своими четырьмя сторонами. Исходя из этой мозаики, можно доказать (наглядно) теорему Пифагора, за что мозаика и получила название пифагоровой. Мозаика часто используется в качестве узора для кафельного пола. В этом контексте мозаика известна также как узор классов.

## Топология и симметрия
Пифагорова мозаика является единственной мозаикой с двумя квадратами различного размера, в которой никакие два квадрата не имеют общей стороны, и в то же время любые два квадрата одного размера могут быть отображены друг в друга симметрией мозаики.
Топологически пифагорова мозаика имеет ту же самую структуру, что и усечённая квадратная мозаика из квадратов и правильных восьмиугольников. Меньшие по размеру квадраты в пифагоровой мозаике смежны четырём большим плиткам, как и квадраты в усечённой квадратной мозаике, в то время как большие квадраты пифагоровой мозаики смежны восьми соседям, поочерёдно большим и малым, точно так же, как восьмиугольники в усечённой квадратной мозаике. Однако эти две мозаики имеют различные симметрии — усечённая квадратная мозаика имеет диэдральную симметрию относительно центра каждой плитки, в то время как пифагорова мозаика имеет меньший циклический набор симметрий вокруг соответствующих точек, образуя симметрию p4. Мозаика хиральна, что означает невозможность получить её из зеркального образа только параллельными переносами и вращениями.
Однородная мозаика — мозаика, в которой каждая плитка является правильным многоугольником и в которой существует симметрия, отображающая любую вершину в любую другую вершину. Обычно от однородной мозаики требуется дополнительно, чтобы плитки соприкасались ребро-к-ребру, но если это ограничение отбросить, то есть восемь дополнительных однородных мозаик — четыре образуются из бесконечных лент квадратов или правильных треугольников, три образуются правильными треугольниками и правильными шестиугольниками и восьмая — пифагорова мозаика.

## Теорема Пифагора и разрезания

Площадь составленного по Перигалю из пяти частей нижнего квадрата равна сумме площадей левого и правого квадратов

Разрезание на пять частей, используемое в доказательстве Ан-Найризи и Сабита ибн Курра (слева) и (справа)

Мозаика названа пифагоровой, поскольку она использовалась для доказательства теоремы Пифагора арабскими математиками девятого века Ан-Найризи и Сабитом ибн Курра, а в XIX столетии — британским математиком-любителем Генри Перигалем. Если стороны двух квадратов, образующих мозаику, обозначить буквами {\displaystyle a} и {\displaystyle b}, то ближайшим расстоянием между соответствующими точками одинаковых квадратов будет {\displaystyle c}, где {\displaystyle c} является длиной гипотенузы прямоугольного треугольника, катеты которого равны {\displaystyle a} и {\displaystyle b}. Например, на рисунке слева два квадрата пифагоровой мозаики имеют длины 5 и 12 единиц, а длина стороны наложенной квадратной мозаики (красные линии) равна 13, что соответствует пифагоровой тройке (5,12,13).
Путём накладывания квадратной решётки со стороной {\displaystyle c} на пифагорову мозаику можно получить разрезание на пять частей двух неравных квадратов со сторонами {\displaystyle a} и {\displaystyle b}, из которых можно составить квадрат со стороной {\displaystyle c}, это показывает, что два меньших квадрата в сумме имеют ту же площадь, что и большой квадрат. Таким же образом наложение двух пифагоровых мозаик может быть использовано для получения разрезания на шесть частей двух неравных квадратов, из которых можно сложить два других неравных квадрата.

## Апериодичные сечения

Апериодическая последовательность, образованная из мозаики, образованной двумя квадратами, длины сторон которых находятся в золотой пропорции

Хотя пифагорова мозаика сама по себе периодическая (она имеет квадратную решётку параллельных переносов), её сечения могут быть использованы для образования одномерных непериодичных последовательностей.
В «блочном построении» апериодических последовательностей строится пифагорова мозаика с двумя квадратами, отношение длин сторон которых иррационально (равно {\displaystyle x}). В этом случае выбирается прямая, параллельная сторонам квадратов, и образуется последовательность двоичных значений в зависимости от квадрата, который прямая пересекает — 0 соответствует пересечению большего квадрата, а 1 соответствует пересечению меньшего квадрата. В этой последовательности отношение вхождений нулей и единиц находится в отношении {\displaystyle x\colon 1}. Эта пропорция не может быть получена периодичной последовательностью нулей и единиц, поскольку {\displaystyle x} иррационально.
Если в качестве {\displaystyle x} выбрать золотое сечение, последовательность нулей и единиц, образованная таким образом, имеет ту же рекурсивную структуру, что и фибоначчиево слово — её можно разбить на подстроки вида «01» и «0» (то есть без двух последовательных единиц) и если эти две подстроки последовательно заменять на более короткие строки «0» и «1», получим другую строку с такой же структурой.

## Связанные результаты
Согласно гипотезе Келлера, любая мозаика плоскости одинаковыми квадратами должна содержать два квадрата, которые соприкасаются ребро-к-ребру. Никакие два квадрата в пифагоровой мозаике не соприкасаются ребро-к-ребру, но этот факт не нарушает гипотезы Келлера, поскольку не все квадраты одинаковы.
Пифагорову мозаику можно обобщить на трёхмерное евклидово пространство как замощение кубами двух различных размеров, которые соприкасаются аналогичным образом. Аттила Бёльчкей называет такие трёхмерные замощения мозаиками Роджерса. Он высказал предположение, что в любой размерности, большей трёх, существует единственный способ замощения пространства гиперкубамии двух различных размеров со свойствами, аналогичными описанным выше (никакие два гиперкуба не имеют общей стороны и любые два гиперкуба одного размера могут быть отображены друг в друга симметрией мозаики).
Бёрнс и Ригби нашли некоторые протоплитки, включая снежинку Коха, которые могут быть использованы для замощения плоскости двумя или более копиями различных размеров. Более ранняя статья Данцера, Грюнбаума и Шепарда приводит другой пример, выпуклый пятиугольник, который замощает плоскость только в комбинации двух размеров. Хотя пифагорова мозаика использует два различных размера квадратов, квадраты не обладают теми же свойствами, что и указанные протоплитки, которыми можно замостить плоскость только при двух (и более) плиток различного размера, поскольку плоскость можно замостить квадратами одного размера.